# Armen Nazarjan (1982)
Armen Nazarjan (* 20. června 1982 Hrazdan, Sovětský svaz) je bývalý arménský zápasník–judista.

## Sportovní kariéra
S judem/sambem začínal na druhém stupni základní školy v kroužku. Připravoval se pod vedením Karena Abagjana. V seniorské judistické reprezentaci se pohyboval od roku 2001 v superlehké váze do 60 kg. V roce 2004 se kvalifikoval na olympijské hry v Athénách, kde vypadl ve druhém kole. V roce 2005 získal pro Arménii první a zatím poslední titul mistra Evropy v judu. V roce 2005 začal mít problémy se shazováním váhy a od roku 2007 přestoupil natrvalo do pololehká váhové kategorie do 66 kg. Ve stejném roce se pátým místem na mistrovství světa kvalifikoval na olympijské hry v Pekingu, kde překvapivě vypadl v úvodním kole s Egypťanem Aminem al-Hadím. V roce 2012 se kvalitními výsledky ve světovém poháru kvalifikoval na své třetí olympijské hry v Londýně, ale opět nepostoupil do finálových bojů, když ho ve druhém kole porazil v boji o úchop Polák Paweł Zagrodnik. Sportovní kariéru ukončil v roce 2014. Věnuje se trenérské práci.
Armen Nazarjan byl levoruký judista s velmi nestandardním úchopem. Jeho specialitou byla technika o-soto-gari z jednostranného úchopu.

### Vítězství
- 2005 – 1x světový pohár (Tallinn)
- 2008 – 1x světový pohár (Moskva)
- 2010 – 1x světový pohár (Praha)
- 2011 – 1x světový pohár (Varšava)

## Výsledky
| Turnaj             | 2000            | 2001            | 2002            | 2003            | 2004            | 2005            | 2006            | 2007           | 2008           | 2009           | 2010           | 2011           | 2012           | 2013           | 2014 |
| Turnaj             | 18              | 19              | 20              | 21              | 22              | 23              | 24              | 25             | 26             | 27             | 28             | 29             | 30             | 31             | 32   |
| Turnaj             | superlehká váha | superlehká váha | superlehká váha | superlehká váha | superlehká váha | superlehká váha | superlehká váha | pololehká váha | pololehká váha | pololehká váha | pololehká váha | pololehká váha | pololehká váha | pololehká váha |      |
| ------------------ | --------------- | --------------- | --------------- | --------------- | --------------- | --------------- | --------------- | -------------- | -------------- | -------------- | -------------- | -------------- | -------------- | -------------- | ---- |
| Olympijské hry     | —               |                 |                 |                 | úč.             |                 |                 |                | úč.            |                |                |                | úč.            |                |      |
| Mistrovství světa  |                 | úč.             |                 | úč.             |                 | úč.             |                 | 5.             |                | úč.            | úč.            | úč.            |                | úč.            | úč.  |
| Mistrovství Evropy | —               | úč.             | 7.              | 3.              | 3.              | 1.              | 2.              | úč.            | 7.             | 5.             | 7.             | úč.            | úč.            | úč.            | —    |
| MS juniorů         | úč.             |                 |                 |                 |                 |                 |                 |                |                |                |                |                |                |                |      |
| ME juniorů         | úč.             | —               |                 |                 |                 |                 |                 |                |                |                |                |                |                |                |      |